# Ramal Talca-Constitución
| Ein Schienenbus auf der Ramal Talca–Constitución |                     |                          |                          |
| Streckenlänge: | 88,4 km             |                          |                          |
| Spurweite: | 1000 mm (Meterspur) |                          |                          |
| |                     |                          |                          |
| \| \| \| \| \| \| \| 0,0 \| Talca \| Talca \| \| \| 12,6 \| Colín \| Colín \| \| \| 17,3 \| Río Claro \| Río Claro \| \| \| \| Rauquén \| \| \| \| \| Pocoa \| \| \| \| 26,7 \| Corinto \| Corinto \| \| \| 17,3 \| Estero Los Puercos \| Estero Los Puercos \| \| \| \| El Morro \| \| \| \| 33,4 \| Curtiduría \| Curtiduría \| \| \| \| Los Llocos \| \| \| \| \| Tricahue \| \| \| \| \| El Peumo \| \| \| \| 43,5 \| González Bastías \| González Bastías \| \| \| 47,5 \| Toconey \| Toconey \| \| \| \| Pichamán Oriente \| \| \| \| 52,8 \| Pichamán \| Pichamán \| \| \| \| Los Romeros \| \| \| \| \| Los Maquis \| \| \| \| \| Forel \| \| \| \| 62,9 \| Quebrada Honda-Tunnel \| Quebrada Honda-Tunnel \| \| \| 63,0 \| Quebrada Honda \| Quebrada Honda \| \| \| 66,0 \| Huinganes \| Huinganes \| \| \| \| Los Digüeñes \| \| \| \| 74,2 \| Maquehua \| Maquehua \| \| \| 81,7 \| Astillero \| Astillero \| \| \| \| Banco de Arena \| \| \| \| 83,4 \| Río Maule, Eiffel-Brücke \| Río Maule, Eiffel-Brücke \| \| \| 88,4 \| Constitución \| Constitución \| |                     |                          |                          |
| |                     |                          |                          |
| Kopfbahnhof Streckenanfang | 0,0                 | Talca                    | Talca                    |
| Bahnhof | 12,6                | Colín                    | Colín                    |
| Brücke über Wasserlauf | 17,3                | Río Claro                | Río Claro                |
| ehemaliger Haltepunkt / Haltestelle |                     | Rauquén                  | Rauquén                  |
| ehemaliger Haltepunkt / Haltestelle |                     | Pocoa                    | Pocoa                    |
| Bahnhof | 26,7                | Corinto                  | Corinto                  |
| Brücke über Wasserlauf | 17,3                | Estero Los Puercos       | Estero Los Puercos       |
| ehemaliger Haltepunkt / Haltestelle |                     | El Morro                 | El Morro                 |
| Bahnhof | 33,4                | Curtiduría               | Curtiduría               |
| ehemaliger Haltepunkt / Haltestelle |                     | Los Llocos               | Los Llocos               |
| ehemaliger Haltepunkt / Haltestelle |                     | Tricahue                 | Tricahue                 |
| ehemaliger Haltepunkt / Haltestelle |                     | El Peumo                 | El Peumo                 |
| Bahnhof | 43,5                | González Bastías         | González Bastías         |
| Haltepunkt / Haltestelle | 47,5                | Toconey                  | Toconey                  |
| ehemaliger Haltepunkt / Haltestelle |                     | Pichamán Oriente         | Pichamán Oriente         |
| Bahnhof | 52,8                | Pichamán                 | Pichamán                 |
| ehemaliger Haltepunkt / Haltestelle |                     | Los Romeros              | Los Romeros              |
| ehemaliger Haltepunkt / Haltestelle |                     | Los Maquis               | Los Maquis               |
| Bahnhof |                     | Forel                    | Forel                    |
| Tunnel | 62,9                | Quebrada Honda-Tunnel    | Quebrada Honda-Tunnel    |
| Brücke über Wasserlauf | 63,0                | Quebrada Honda           | Quebrada Honda           |
| Bahnhof | 66,0                | Huinganes                | Huinganes                |
| ehemaliger Haltepunkt / Haltestelle |                     | Los Digüeñes             | Los Digüeñes             |
| Bahnhof | 74,2                | Maquehua                 | Maquehua                 |
| Haltepunkt / Haltestelle | 81,7                | Astillero                | Astillero                |
| ehemaliger Haltepunkt / Haltestelle |                     | Banco de Arena           | Banco de Arena           |
| Brücke über Wasserlauf | 83,4                | Río Maule, Eiffel-Brücke | Río Maule, Eiffel-Brücke |
| Kopfbahnhof Streckenende | 88,4                | Constitución             | Constitución             |

Die Ramal Talca-Constitución oder Ramal de Maule ist eine 88,4 Kilometer lange Schmalspurbahn in Chile mit einer Spurweite von 1000 Millimetern.

## Historische Bedeutung
Die Bahnstrecke Talca–Constitución ist eine der letzten Meterspur-Nebenbahnen in Chile (Ramal ist spanisch für Nebenbahn). Die 88 Kilometer lange Strecke verläuft in der Landesmitte von Chile am Nordufer des Río Maule und verbindet die Gemeinden Talca und Constitución. Die Strecke bietet reizvolle Ausblicke auf die Ausläufer der Anden am Pazifischen Ozean. Die Strecke ist stabil genug, um mit 80 Kilometern pro Stunde befahren zu werden. Nachdem sie früher das bevorzugte Transportmittel der Region gewesen war, ist sie heute durch den zunehmenden Straßenverkehr von der Stilllegung bedroht. Seit einer weltweit ausgestrahlten Fernsehdokumentation mit dem Titel „El último Ramal“ (Die letzte Nebenbahn) und einem Bericht des Nationalfernsehens mit dem Titel „Frutos del País“ (Früchte des Landes) im Dezember 2005 wird die Bahn vermehrt von chilenischen und ausländischen Touristen benutzt.
Die Bahnstrecke ist aus mehreren Gründen bemerkenswert:
- Sie verläuft durch ein Gebiet, das bisher kaum durch Straßen erschlossen ist.
- Sie ist die letzte Meterspur-Nebenbahn für den Personentransport in Chile.[6]
- Die Banco de Arena Brücke über den Río Maule wurde vom weltbekannten Ingenieur Gustave Eiffel entworfen und von 1908 bis 1915 von Schneider & Co gebaut.[7]
- Am 25. Mai 2007 wurde die Strecke als National-Monument unter Denkmalschutz gestellt.[8]

## Geschichte

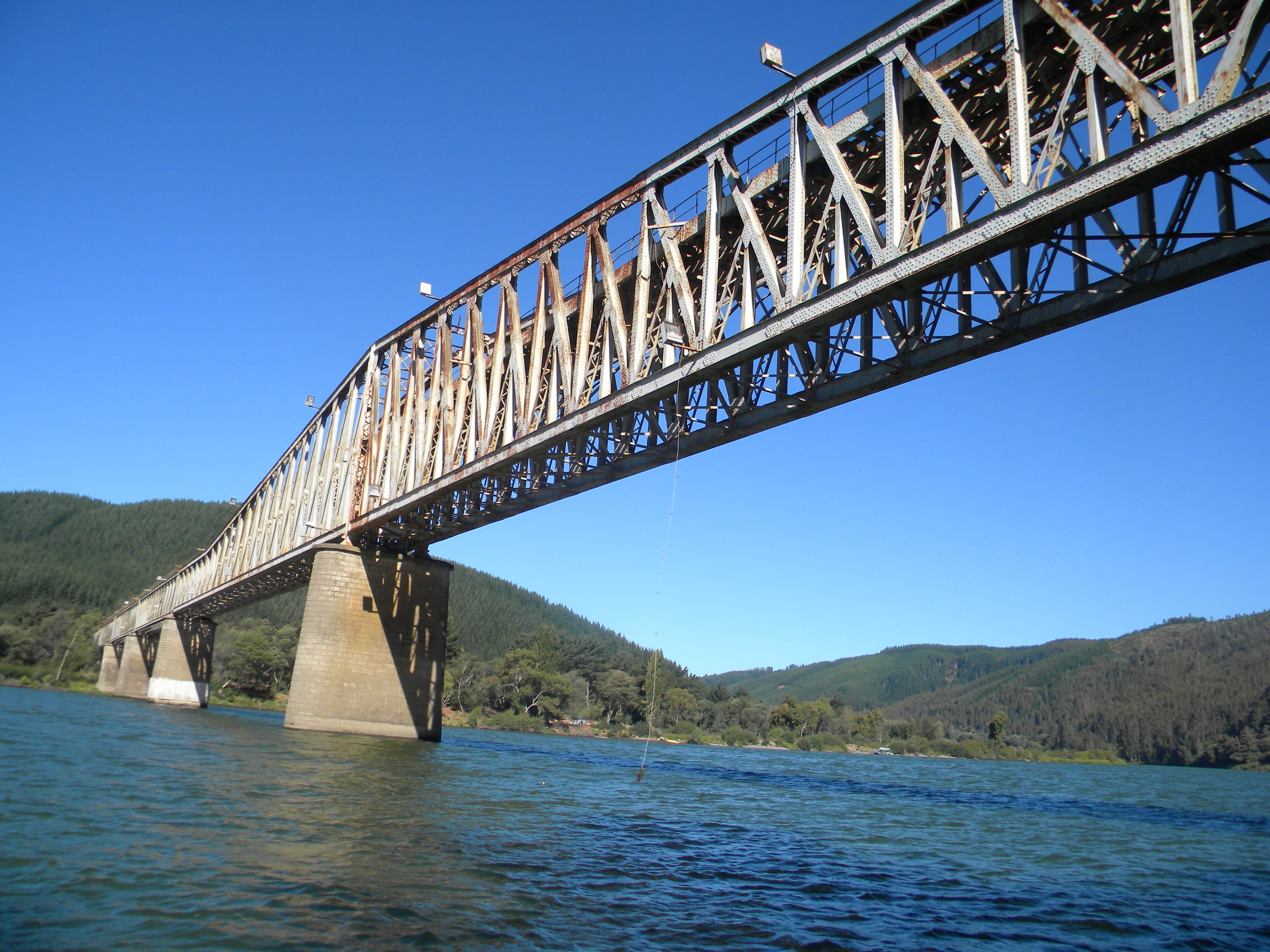
Die von Gustave Eiffel entworfene Banco Arena Brücke über den Río Maule

In der Región del Maule wurden 1889 die ersten Eisenbahnen von der North and South American Company gebaut. Der Streckenabschnitt zwischen Talca and Curtiduría wurde am 13. August 1892 eröffnet und am 1. November 1894 bis Pichamán verlängert. 1902 waren die Bauarbeiten bis zum sandigen Ufer des Río Maule gegenüber von Constitución fortgeschritten, wo ein von dort mit Fähren erreichbarer Bahnhof errichtet wurde. Dieser Bahnhof war 13 Jahre lang in Betrieb, bis die Brücke fertiggestellt wurde.
Ursprünglich verlief die Strecke durch die sogenannten See-Bäder, ein seit der Viktorianischen Zeit beliebtes Ausflugsgebiet, das inzwischen aufgegeben wurde. Später wurde an der Papiermühle von Celulosa Arauco y Constitución (CELCO). Um dorthin zu gelangen, fuhren die Züge wie eine Straßenbahn durch die Straßen von Constitución. Da dies verschiedenste Probleme mit sich brachte, wurde es von der Stadtverwaltung in den frühen 1970er Jahren untersagt. Trotz der Verordnung verkehrten die die Züge bis in die 1990er Jahre durch das Stadtgebiet.
Durch das Erdbeben in Chile 2010 wurde die Bahnstrecke stark beschädigt, danach jedoch wieder instand gesetzt, sodass die Strecke wieder befahren werden kann.
Im Fahrplan 2019 verkehren täglich zwei Zugpaare mit gut drei Stunden Fahrzeit. 2022 wurden Pläne bekannt, die Strecke und das Rollmaterial, dass teilweise noch aus den 1960ern stammt, zu erneuern. Veranschlagt sind hierfür ca. 1,9 Mio. US-$. Die neuen meterspurigen Lightrailzüge wurden in Brasilien bestellt. Im März 2025 wurde der erste neue Schienenbus geliefert. Hersteller ist Marcopolo Rail. Die öffentliche Präsentation des Fahrzeuges erfolgte im April 2025. Am 8. Juli 2025 traf der dritte und letzte Triebwagen in Talca ein.

## Bahnhof González Bastías

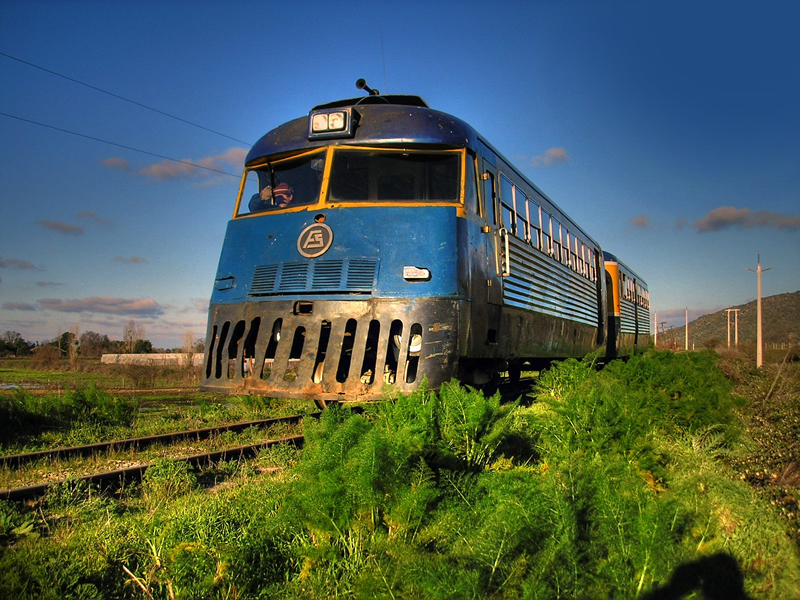
Ferrostaal-Schienenbus

González Bastías ist eine Kleinstadt auf der halben Strecke bei Streckenkilometer 44 und ein obligatorischer Halt für die Züge in beide Richtungen, weil es die Kreuzungsstelle der eingleisigen Strecke ist. Während des Aufenthaltes kaufen sich die Bahnreisenden häufig ein Rescoldo, ein herzhaftes Brot mit Schweinswürstchen und hart gekochten Eiern. Es gibt dort auch einige ausgemusterte Schienenfahrzeuge.
González Bastías hieß ursprünglich Infiernillo (kleine Hölle) wegen der drückenden Sommerhitze. Die Stadt wurde später nach einem ortsansässigen Dichter benannt, weshalb der Bahnhof auch als Estación Poeta bekannt ist.